# Toto
|  | Per a altres significats, vegeu «ElGrandeToto». |

Toto és una formació de rock nord-americana formada el 1976 a Los Angeles. L'actual formació està composta per Joseph Williams (veu principal), David Paich (teclats, veu), Steve Porcaro (teclats), Steve Lukather (guitarres, veus), més els membres de gira Lenny Castro (percussió), Warren Ham (saxofon) Shem von Schroeck (baix) i Shannon Forrest (bateria). Toto és conegut per un estil musical que combina elements de pop, rock, soul, funk, rock progressiu, rock dur, R&B, blues i jazz. El 1979 Toto fou nominat al Grammy al millor nou artista.
Paich i Jeff Porcaro havien tocat junts com a músics de sessions en diversos àlbums i van decidir agrupar-se. David Hungate, Lukather, Steve Porcaro i Bobby Kimball van ser reclutats abans del primer llançament de l'àlbum. La formació va gaudir d'un gran èxit comercial a la fi dels anys 70 i 80, començant pel debut homònim de la formació el 1978. Amb el llançament de Toto IV (1982), Toto va ser un dels grups musicals més venuts de la seva època.
Àmpliament conegut pels hits «Hold the Line», «Rosanna» i «Africa», la composició del grup segueix evolucionant. Hungate va deixar el 1982, seguit de Kimball el 1984, però va tornar a formar part de la formació el 1998 fins a l'any 2008. Jeff Porcaro va morir el 1992 amb un atac de cor. Hungate va tornar a reunir-se amb Toto com a músic de gira i més tard membre de la formació. El 2008 Lukather va anunciar la seva sortida de la formació, i els membres restants van continuar en solitari. L'estiu de 2010, Toto va reformar i va fer una curta gira europea, amb una nova formació, en benefici de Mike Porcaro, que havia estat diagnosticat amb esclerosi lateral amiotròfica (ELA) i ja no era un membre actiu de la formació. Va morir el 2015.
La formació ha publicat 17 àlbums d'estudi i ha venut més de 40 milions de discos a tot el món. El grup va ser honrat amb diversos premis Grammy i va ser incorporat al Saló de la Fama i el Museu de la Música
el 2009.

## Formació (1976)
Els membres de Toto eren habituals en àlbums per Steely Dan, Seals and Crofts, Boz Scaggs, Sonny and Cher, i molts altres, contribuint a molts dels registres més populars de la dècada de 1970. El teclista David Paich, fill del músic/arrangista de la sessió, Marty Paich, va arribar a la fama després d'haver escrit gran part de l'àlbum Silk Degrees d'Scaggs. Paich va tocar en moltes sessions amb el baterista Jeff Porcaro (fill d'un notable percussionista de sessió Joe Porcaro), a qui havia conegut a l'escola Grant High School a Van Nuys, Califòrnia. A l'època escolar van formar la formació Rural Still Life. Paich va començar a plantejar seriosament en Porcaro la possibilitat que formaren el seu propi grup. Van portar al baixista i company oficial de sessions per a la formació Scaggs, David Hungate. A més, el duo va demanar als companys de l'escola secundària de Grant, el guitarrista Steve Lukather (Havia a la formació Scaggs com a substitut de Les Dudek) i el germà de Jeff Porcaro, Steve Porcaro (teclats) per unir-se a l'equip. Lukather i Steve Porcaro van estar en el mateix any a Grant i van continuar la formació Rural Still Life (el nom es va escurçar a Still Life) després que Paich i Jeff es graduessin. Amb l'addició de l'ex cantant d'S.S. Fools Bobby Kimball, el grup va començar a treballar en el seu primer disc el 1976 després de signar amb Columbia Records.